# Баттернат-Валли (тауншип, Миннесота)
Баттернат-Валли (англ. Butternut Valley) — тауншип в округе Блу-Эрт, Миннесота, США. На 2000 год его население составило 382 человека.

## География
По данным Бюро переписи населения США площадь тауншипа составляет 93,3 км², из которых 91,7 км² занимает суша, а 1,7 км² — вода (1,80 %).

## Демография
По данным переписи населения 2000 года здесь находились 382 человека, 133 домохозяйства и 111 семей.  Плотность населения —  4,2 чел./км².  На территории тауншипа расположено 135 построек со средней плотностью 1,5 построек на один квадратный километр. Расовый состав населения: 97,91 % белых, 1,83 % афроамериканцев и 0,26 % азиатов.
Из 133 домохозяйств в 41,4 % воспитывались дети до 18 лет, в 75,2 % проживали супружеские пары, в 1,5 % проживали незамужние женщины и в 16,5 % домохозяйств проживали несемейные люди. 13,5 % домохозяйств состояли из одного человека, при том 6,8 % из — одиноких пожилых людей старше 65 лет. Средний размер домохозяйства — 2,87, а семьи — 3,13 человека.
28,0 % населения младше 18 лет, 6,8 % в возрасте от 18 до 24 лет, 28,8 % от 25 до 44, 22,8 % от 45 до 64 и 13,6 % старше 65 лет. Средний возраст — 39 лет. На каждые 100 женщин приходилось 131,5 мужчин.  На каждые 100 женщин старше 18 приходилось 116,5 мужчин.
Средний годовой доход домохозяйства составлял 41 136 долларов, а средний годовой доход семьи —  42 045 долларов. Средний доход мужчин —  29 615  долларов, в то время как у женщин — 17 273. Доход на душу населения составил 16 797 долларов. За чертой бедности находились 4,4 % семей и 8,6 % всего населения тауншипа, из которых 14,0 % младше 18 и 7,5 % старше 65 лет.